# خوسيه لويس مارتينيز رودريغيز
خوسيه لويس مارتينيز رودريغيز (بالإسبانية: José Luis Martínez Rodríguez)‏ هو مؤرخ ودبلوماسي وكاتب مكسيكي، ولد في 1918 في Atoyac, Jalisco ‏ في المكسيك، وتوفي في 2007 في مدينة مكسيكو في المكسيك.